# IC 4026
IC 4026  ist eine linsenförmige Galaxie vom Hubble-Typ SB0 im Sternbild Haar der Berenike am Nordsternhimmel. Sie ist schätzungsweise 367 Millionen Lichtjahre von der Milchstraße entfernt.
Das Objekt wurde am 11. Mai 1896 von Hermann Kobold entdeckt.